# Ravenna (stad)
Ravenna is een stad in het noordoosten van Italië. Het is de hoofdstad van de gelijknamige provincie Ravenna en telt ongeveer 160.000 inwoners.

## Geschiedenis
De stad kwam in 234 vC onder controle van Rome. In 402 werd Ravenna onder keizer Honorius de hoofdstad van het West-Romeinse Rijk. Na de verovering van Italië door Theodorik de Grote in 493 werd het als zetel van diens Ostrogotische Rijk opnieuw hoofdstad. Theodorik liet er diverse gebouwen neerzetten. Na een gewonnen oorlog tegen de Goten onder Justinianus I van Byzantium werd de stad voor lange tijd de zetel van de Byzantijnse Exarch in Italië. In 752 werd de stad op de Byzantijnen veroverd door Aistulf, de koning van de Longobarden. In 756 werd ze veroverd door de Franken onder leiding van Pepijn de Korte. Die schonk de stad aan de paus. Ravenna koos de kant van de Ghibellijnen en tussen 1297 en 1441 was het geslacht Polenta er aan de macht. Maar daarna verloor de stad, onder meer door de verzanding van haar haven, haar onafhankelijkheid en kwam Venetië er aan de macht.
In 1509 werd Ravenna veroverd door de troepen van paus Julius II en maakte de stad onderdeel uit van de pauselijke staten als hoofdstad van Romagna. Op 11 april 1512, in de slag bij Ravenna, werden de troepen van paus Julius II en van de Spaanse koning verslagen door de troepen van de Franse koning onder leiding van Gaston van Foix. Tussen 1797 en 1815 stond Ravenna onder Frans bestuur. In 1860 werd de stad deel van het tot één natie gemaakte Italië.

## Bezienswaardigheden

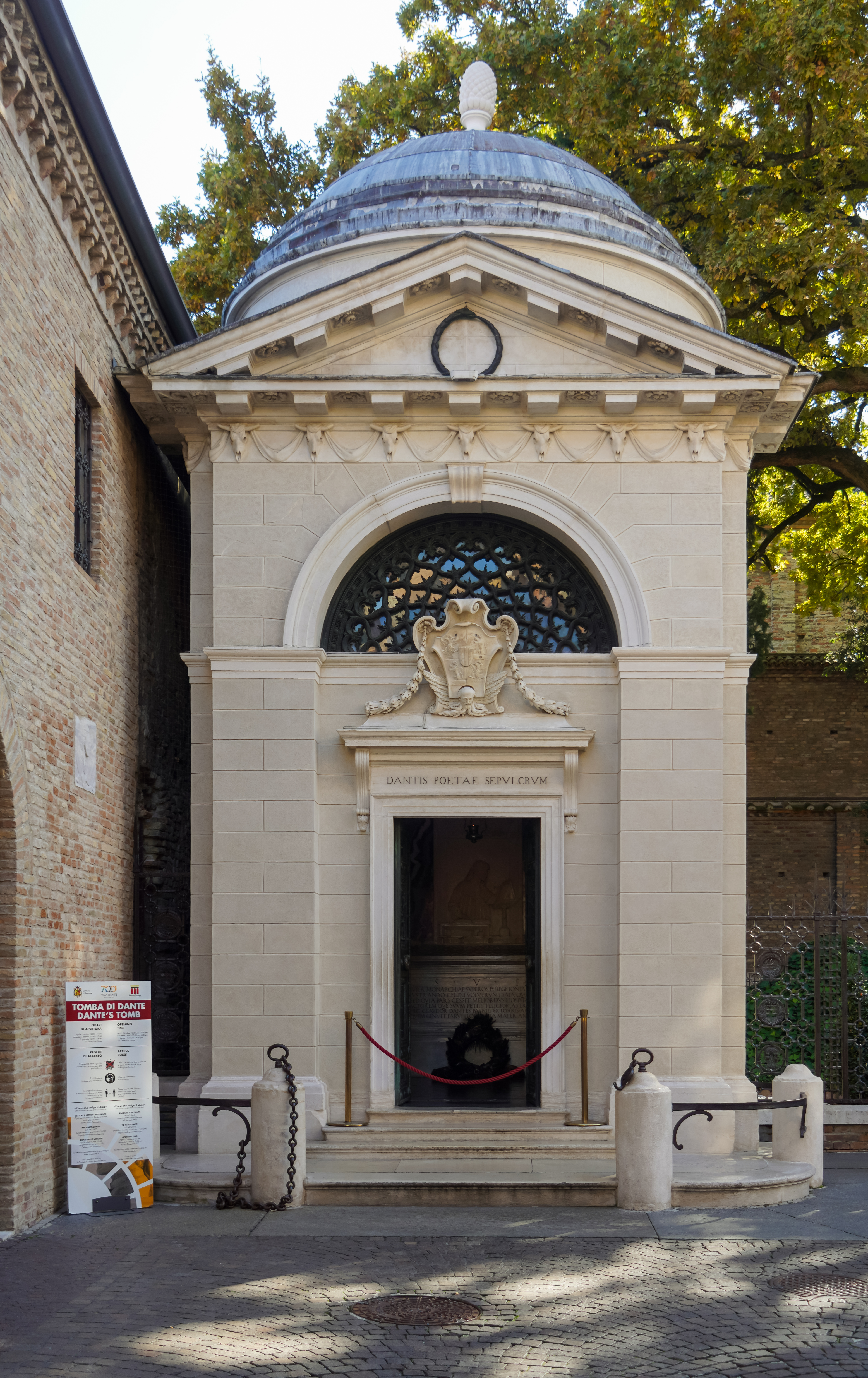
Dantes tombe in een neoclassicistische stijl, ontworpen door architect Camillo Morigia, 1780.

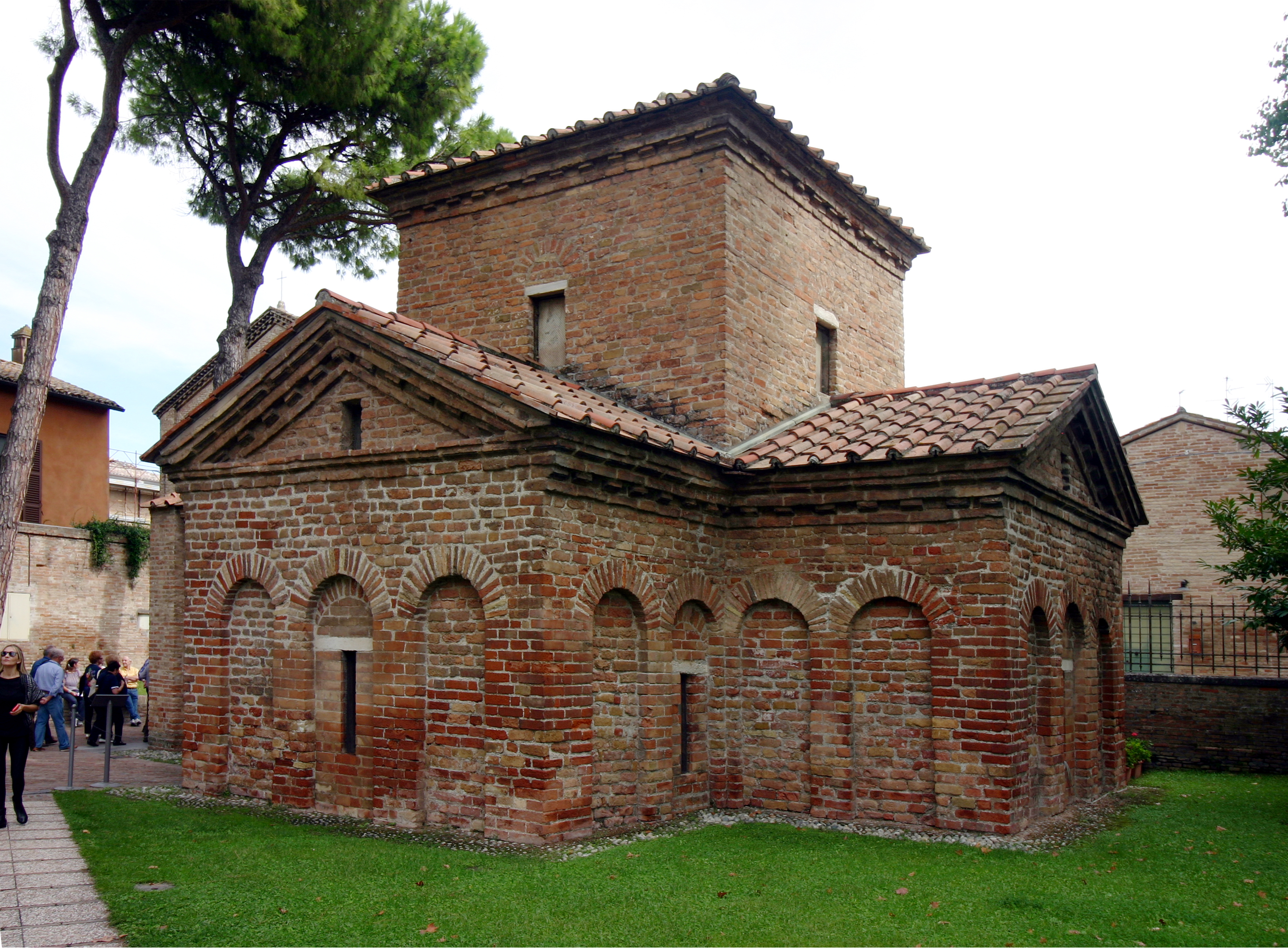
Mausoleum van Galla Placidia

Ravenna is cultuurhistorisch van groot belang vanwege de met mozaïeken gedecoreerde vroegchristelijke bouwwerken, die grotendeels dateren uit de tijd dat de stad de hoofdstad was van het Ostrogotische Rijk. Deze monumenten zijn opgenomen in de Unesco-Werelderfgoedlijst. Bovendien bevindt zich in Ravenna de graftombe van Dante Alighieri.

### Werelderfgoed
Acht vroegchristelijke bouwwerken in Ravenna staan op de Werelderfgoedlijst:
- Het baptisterium van de Orthodoxen (circa 430)
- Het mausoleum van Galla Placidia (circa 430)
- Het baptisterium van de Arianen (circa 500)
- De aartsbisschoppelijke kapel (circa 500)
- De basiliek van Sant'Apollinare Nuovo (circa 500)
- Het mausoleum van Theodorik (circa 520)
- De basiliek van San Vitale (548)
- De basiliek van Sant'Apollinare in Classe (549)

## Musea
- Museo d'Arte della città di Ravenna

## Grondgebied
Van de gemeente maken ook de frazioni Castiglione di Ravenna en San Pietro in Trento deel uit.

## Verkeer
De stad is bereikbaar vanaf Bologna via de A14, afslag Ravenna en de A13 naar Venetië. Ravenna heeft een belangrijke
haven. Station Ravenna is een spoorwegstation voor treinen naar Bologna, Ferrara, Lecce, Milaan, Parma, Rimini, Venetië en Verona. Dichtstbijzijnde luchthaven zijn in Forlì, Luchthaven Rimini en Luchthaven Bologna.

## Sport
In Ravenna speelt de voetbalclub Ravenna FC 1913 op het 4e niveau van Italië, de Serie D. De club speelde in haar historie, gekenmerkt door faillissementen, enkele jaren in de Serie B.
In 2021 begon in Ravenna de 13e etappe van de Ronde van Italië. Na 198 kilometer passeerde Giacomo Nizzolo als eerste de finishlijn in Verona.

## Bekende inwoners van Ravenna

### Geboren
- Lijst van personen uit Ravenna

### Overleden
- Odoaker (15 maart 493), koning van Italië
- Theodorik de Grote (30 augustus 526), koning der Ostrogothen
- Dante Alighieri (13/14 september 1321), Italiaans dichter